# Nekrolog 1904
Nekrolog
◄◄
| ◄
| 1900
| 1901
| 1902
| 1903
| 1904 | 1905 | 1906 | 1907 | 1908 | ► | ►►
1. Quartal |
2. Quartal |
3. Quartal |
4. Quartal 
Weitere Ereignisse | Allgemeiner Nekrolog 1904
Die Beschreibung der verstorbenen Person sollte so kurz wie möglich gehalten sein und nur deren signifikante Tätigkeit(en) enthalten.
Neue Namen ggf. auch unter dem Geburts- und Sterbedatum, also etwa unter 1. Januar und im Geburts- und Sterbejahr (2024) eintragen (nur bei entsprechender großer Wichtigkeit). Für Beispiele siehe die schon vorhandenen Artikel.
Außerdem über die fünf zuletzt Verstorbenen, zu denen es einen ausreichend guten Artikel für eine Präsentation auf der Hauptseite gibt, nach der todesbedingten Überarbeitung der Artikel ggf. auch unter Wikipedia Diskussion:Hauptseite informieren und sie am besten auch in den anderen Wikipedia-Sprachversionen eintragen. Tipp: Regelmäßig bei news.google.de nach „ist tot“, „gestorben“ oder „verstorben“ suchen.
Wenn eine Person gestorben ist, gibt es viele Seiten zu dieser Person in der Wikipedia, die davon auch betroffen sind und entsprechend aktualisiert werden müssen. Beispiele: Namenübersichtsseite, Geburtsjahr, Geburtsort-Seiten und viele mehr.
Wie finde ich die betroffenen Seiten?
Im Suchfeld auf der linken Seite gibt man den Suchbegriff so ein: „Vorname Nachname“. Dann klickt man auf Volltext und alle Seiten mit entsprechendem Suchtext werden aufgerufen. Hier sieht man dann schnell, wo auch das Todesjahr Sinn macht oder sogar ein Teil des Artikels angepasst werden muss. Auch hilft das „Werkzeug“ auf der linken Seite sehr gut, um solche Seiten aufzufinden: „Links auf diese Seite“. Somit ist die Wikipedia wieder aktuell in allen Bereichen! Hinweis: bei Eintragung der Kategorie „Gestorben JAHR“ wird der Missbrauchsfilter 49 ausgelöst, was jedoch nicht schlimm ist. Siehe: Spezial:Missbrauchsfilter/49
Dies ist eine Liste von im Jahr 1904 verstorbenen bekannten Persönlichkeiten. Die Einträge erfolgen innerhalb der einzelnen Daten alphabetisch sortiert. Tiere sind im Nekrolog für Tiere zu finden.
Die Liste ist nach Quartalen aufgeteilt:
- Nekrolog 1. Quartal 1904: Januar, Februar und März
- Nekrolog 2. Quartal 1904: April, Mai und Juni
- Nekrolog 3. Quartal 1904: Juli, August und September
- Nekrolog 4. Quartal 1904: Oktober, November und Dezember

## Datum unbekannt
| Tag | Name                                   | Beruf, bekannt als | Alter | Beleg |
| --- | -------------------------------------- | --- | ----- | ----- |
|     | Bertha Akermann-Hasslacher             | deutsche Schriftstellerin |       |       |
|     | Camille Andrès                         | französischer Organist und Komponist                                                                                                  |       |       |
|     | Robert Bartholow                       | US-amerikanischer Arzt |       |       |
|     | Gerolamo Boccardo                      | italienischer Nationalökonom |       |       |
|     | Albert Butz                            | schweizerisch-amerikanischer Erfinder und Geschäftsmann                                                                               |       |       |
|     | Ludwig Crelinger                       | deutscher Theaterschauspieler, -regisseur, Redakteur und Schriftsteller                                                               |       |       |
|     | Matthias Day                           | US-amerikanischer Erfinder, Zeitungsverleger und Gründer der Stadt Daytona Beach                                                      |       |       |
|     | Emmanuel Drake del Castillo            | spanischer Botaniker |       |       |
|     | George Drysdale                        | britischer Sexualforscher |       |       |
|     | Ivannow Wladislaus von Dziarski-Orloff | Sideshow-Darsteller, „durchsichtiger“ Mann                                                                                            |       |       |
|     | Düdjom Lingpa                          | tibetischer Lama und Linienhalter der Nyingma-Schule des tibetischen Buddhismus                                                       |       |       |
|     | Heinrich Gaedertz                      | Lübecker Kaufmann und Politiker |       |       |
|     | Carl von Gersdorff                     | Majoratsherr und preußischer Kammerherr                                                                                               |       |       |
|     | Wilhelm Hamburger                      | deutsch-österreichischer Papierindustrieller                                                                                          |       |       |
|     | Robert Alexander Hillingford           | britischer Maler der Düsseldorfer Schule                                                                                              |       |       |
|     | Rudolf Hübner                          | deutscher Buchhändler |       |       |
|     | Karl Keller                            | deutscher Maler |       |       |
|     | Alexander Wissarionowitsch Komarow     | General der russischen Armee |       |       |
|     | Little Wolf                            | US-amerikanischer Häuptling der Himoweyuhkis (Crooked Lances oder Elk Horn Scrapers), einer Kriegergesellschaft der Cheyenne-Indianer |       |       |
|     | Gustave Macé                           | französischer Kriminalist |       |       |
|     | Alexis Martin                          | französischer Schriftsteller |       |       |
|     | Thomas McCall                          | schottischer Erfinder |       |       |
|     | Jan Monchablon                         | französischer Maler |       |       |
|     | Gustav Müller                          | deutscher Architekt |       |       |
|     | Sava Paşa                              | osmanischer Staatsmann und Arzt griechischer Herkunft und christlichen Glaubens                                                       |       |       |
|     | Peter Patterson                        | amerikanischer Politiker und Geschäftsmann                                                                                            |       |       |
|     | William Petrie                         | englischer Erfinder |       |       |
|     | Eduard Pochmann                        | deutscher Theaterschauspieler und -regisseur                                                                                          |       |       |
|     | Assa Riarua                            | Unterhäuptling der Herero |       |       |
|     | Johann Georg Riegel                    | deutscher Architekt und Zeichner |       |       |
|     | William Gillet Ritch                   | US-amerikanischer Politiker, kommissarischer Gouverneur des New-Mexico-Territorium                                                    |       |       |
|     | Charles Marie Benjamin Rouget          | französischer Physiologe und Histologe                                                                                                |       |       |
|     | Otto Rüdiger                           | deutscher Historiker, Lehrer und Schriftsteller                                                                                       |       |       |
|     | Leo von Rybinski                       | polnisch-deutscher Rittergutsbesitzer und Politiker, MdR                                                                              |       |       |
|     | Achilles Schlöth                       | Schweizer Bildhauer |       |       |
|     | Gustav Schmoll genannt Eyssenwerth     | deutscher Architekt in Saarbrücken |       |       |
|     | Moritz Schulz                          | deutscher Bildhauer |       |       |
|     | Johannes Karl Schuth                   | deutscher Unternehmer und Verleger |       |       |
|     | Loudovikos Spinellis                   | griechischer Komponist |       |       |
|     | Al Swearengen                          | US-amerikanischer Westernheld |       |       |
|     | Louis Tolhausen                        | deutscher Romanist und Lexikograf |       |       |
|     | Umbarra                                | Elder (Ältester) des Aborigine-Stamms der Djirringanj                                                                                 |       |       |
|     | George Lennox Watson                   | britischer Yachtkonstrukteur und Bootsbauer                                                                                           |       |       |
|     | William James Webbe                    | englischer Buchillustrator und Maler                                                                                                  |       |       |
|     | Adolf Werner                           | deutscher Maler |       |       |
|     | Kalonymos Wissotzky                    | russischer Agronom, Philanthrop und Zionist                                                                                           |       |       |
|     | Moritz Wolff                           | Rabbiner, Philologe und Autor |       |       |